# Kabinett Nakasone I

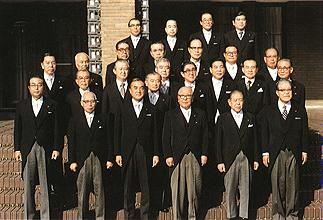
Kabinett Nakasone I am 27. November 1982

Das erste Kabinett Nakasone (jap. 第1次中曽根内閣, dai-ichi-ji Nakasone naikaku) regierte Japan unter der Führung von Premierminister Nakasone Yasuhiro vom 27. November 1982 bis zum 27. Dezember 1983.
Am 24. November 1982 gewann Nakasone die Wahl zum Vorsitzenden der Liberaldemokratischen Partei (LDP) und löste damit Suzuki Zenkō ab. Von der LDP-Mehrheit im Parlament wurde er am 26. November 1982 zum Premierminister designiert und stellte einen Tag später sein Kabinett vor, dem bei Amtsantritt einschließlich des Premierministers 18 Staatsminister aus dem Shūgiin, dem Unterhaus, und drei aus dem Sangiin, dem Oberhaus, angehörten.
Wegen des großen Einflusses der Tanaka-Faktion von Ex-Premier Tanaka Kakuei, der Nakasone auch die entscheidende Unterstützung bei der Wahl zum Parteivorsitz verschafft hatte, wurde das Kabinett von Opposition und Medien auch als „Kabinett Tanakasone“ (田中曽根内閣, Tanakasone-naikaku) verspottet.
| Amt                                                                                  | Name                                          | Kammer  | Fraktion | Faktion           |
| ------------------------------------------------------------------------------------ | --------------------------------------------- | ------- | -------- | ----------------- |
| Premierminister                                                                      | Nakasone Yasuhiro                             | Shūgiin | LDP      | (Nakasone)        |
| Justizminister                                                                       | Hatano Akira                                  | Sangiin | LDP      | —                 |
| Außenminister                                                                        | Abe Shintarō                                  | Shūgiin | LDP      | Fukuda            |
| Finanzminister                                                                       | Takeshita Noboru                              | Shūgiin | LDP      | Tanaka            |
| Bildungsminister                                                                     | Setoyama Mitsuo                               | Shūgiin | LDP      | Fukuda            |
| Gesundheits- und Sozialminister                                                      | Hayashi Yoshirō                               | Shūgiin | LDP      | Tanaka            |
| Minister für Landwirtschaft, Forsten und Fischerei                                   | Kaneko Iwazō                                  | Shūgiin | LDP      | Suzuki            |
| Minister für Internationalen Handel und Industrie                                    | Yamanaka Sadanori Uno Sōsuke ab 10. Juni 1983 | Shūgiin | LDP LDP  | Nakasone Nakasone |
| Verkehrsminister                                                                     | Hasegawa Takashi                              | Shūgiin | LDP      | Nakagawa          |
| Postminister                                                                         | Higaki Tokutarō                               | Sangiin | LDP      | Nakasone          |
| Arbeitsminister                                                                      | Ōno Akira                                     | Shūgiin | LDP      | —                 |
| Bauminister                                                                          | Utsumi Hideo                                  | Shūgiin | LDP      | Tanaka            |
| Innenminister Vorsitzender der Nationalen Kommission für Öffentliche Sicherheit      | Yamamoto Sachio                               | Shūgiin | LDP      | Tanaka            |
| Chefkabinettssekretär                                                                | Gotōda Masaharu                               | Shūgiin | LDP      | Tanaka            |
| Leiter des Amts des Premierministers Leiter der Behörde für die Entwicklung Okinawas | Niwa Hyōsuke                                  | Shūgiin | LDP      | Kōmoto            |
| Leiter der Behörde für Verwaltungsaufsicht                                           | Saitō Kunikichi                               | Shūgiin | LDP      | Suzuki            |
| Leiter der Verteidigungsbehörde                                                      | Tanikawa Kazuo                                | Shūgiin | LDP      | Kōmoto            |
| Leiter des Wirtschaftsplanungsamts                                                   | Shiozaki Jun                                  | Shūgiin | LDP      | Suzuki            |
| Leiter der Behörde für Wissenschaft und Technologie                                  | Yasuda Takaaki                                | Sangiin | LDP      | Suzuki            |
| Leiter der Umweltbehörde                                                             | Kajiki Matazō                                 | Shūgiin | LDP      | Tanaka            |
| Leiter der Behörde für die Entwicklung Hokkaidōs Leiter der Behörde für Staatsland   | Katō Mutsuki                                  | Shūgiin | LDP      | Fukuda            |

Anmerkung: Der Parteivorsitzende und Premierminister gehört während seiner Amtszeit offiziell keiner Faktion an.